# Menstruationskop
En menstruationskop er et genanvendeligt hygiejneprodukt som kan bruges af kvinder ved menstruation. Det er et klokkeformet bæger, typisk lavet af medicinsk silikone, som indføres i skeden til at opsamle menstruationsblod frem for at absorbere det, som bind og tamponer gør, hvilket minimerer irritation og tørhed. Menstruationskoppen kan sidde i skeden i op til 12 timer ad gangen, hvorefter den udtages, renses og indføres igen. Efter endt menstruation koges menstruationskoppen, så den er klar til brug ved næste menstruation.  
En menstruationskop kan bruges i adskillige år, så miljøet kan skånes for meget affald i forhold til brug af engangsprodukter.
En af de helt store fordele ved menstruationskoppen er, at risikoen for TSS (toksisk chok syndrom) er langt mindre, end ved brug af tamponer. En undersøgelser fra Infectious Diseases & Medical Microbiology viser, at der kun er fundet 1 tilfælde blandt forsøgspersonerne.[kilde mangler] Samtidigt er menstruationskoppen et klimavenligt alternativ til bind og tamponer.[kilde mangler]

## Typer
Der findes forskellige typer af menstruationskopper, men de er primært lavet i medicinsk silikone eller termoplastisk elastomer (TPE), som er et gummi-lignende materiale. Den er genanvendelig og fremstillet til at kunne holde i op til 10 år. Nogle brands anbefaler, at man udskifter menstruationskoppen hvert år, mens andre blot oplyser forbrugeren om, at den kan holde i op til 10 år og udskiftes efter behov.

### Størrelser
De fleste brands har en større og mindre størrelse menstruationskop. Den mindre anbefales til kvinder, som ikke har født vaginalt, til yngre piger og kvinder som er fysisk aktive og har en stærk bækkenbund. Den større størrelse anbefales til kvinder, som har født vaginalt eller kvinder som bløder kraftigt under menstruation. 

## Brug
Menstruationskoppen foldes og indføres i skeden. Hvis den er indsat korrekt, vil den folde sig ud og danne et lille vakuum . Hvis man er i tvivl, om den har foldet sig korrekt ud, kan man med en finger mærke i kanten om den slutter tæt hele vejen rundt. Hvis menstruationskoppen er indsat korrekt skulle man ikke mærke noget til den, og der burde ikke være nogen risiko for lækage, som med en tampon. For nogle kræver det lidt øvelse at indsætte menstruationskoppen korrekt, og det anbefales, at man øver sig udenfor menstruation. Der er en række forskellige foldeteknikker, som man kan anvende til indsættelsen. Én af de mest normale foldeteknikker er C-folden.     
Efter 12 timers brug skal koppen tømmes. Udtagning gør man ved at starte med at vaske sine fingre og derefter tage fat i stilken med tommel- og pegefingre og trække i stilken, så koppen kommer længere ned i underlivet og man kan få fat i basen af menstruationskoppen. Derefter klemmer man let ind på koppen så vakuumet brydes og man kan trække koppen ud. Koppens indhold tømmes i toilettet, og koppen rengøres ved at blive skyllet i koldt vand eller med papir. Herefter foldes og indsættes den igen. Ved endt menstruation skoldes eller koges menstruationskoppen og opbevares i den medfølgende bomuldspose.      